# Matchbox Twenty
Matchbox Twenty (ursprünglich Matchbox 20) ist eine Rockband aus Orlando im US-Bundesstaat Florida. Neben den fünf Bandmitgliedern Rob Thomas, Brian Yale, Paul Doucette, Adam Gaynor und Kyle Cook gilt Produzent Matt Serletic als inoffizielles sechstes Mitglied. Weltweit verkaufte die Band über 20 Millionen Alben.

## Geschichte
Rob Thomas, Brian Yale (Spitzname: Pookie) und Paul Doucette spielten zuerst in der Band Tabitha’s Secret, bevor sie 1995 zusammen mit Adam Gaynor und Kyle Cook Matchbox 20 gründeten.
1996 erschien ihr erstes Album Yourself or Someone Like You (1996), das mit über zwölf Millionen verkauften Exemplaren ihr mit Abstand erfolgreichstes und das neunt-erfolgreichste Debütalbum überhaupt ist und u. a. die Singles Push und 3 A.M. enthält.
1999 waren Thomas und Serletic als Songwriter und Leadsänger bzw. Produzent an Carlos Santanas Welthit Smooth beteiligt, der 2000 u. a. drei Grammy Awards gewann und 2008 auf Platz 2 der „Hot 100 All-Time Top Songs“ von Billboard erschien.
2000 änderte die Gruppe mit der Veröffentlichung ihres zweiten Albums Mad Season die Schreibweise des Bandnamens in Matchbox Twenty. Das Album beinhaltet ihren ersten und bislang einzigen US-Nummer-eins-Hit Bent.
Nachdem die Band mit diesem Album knapp zwei Jahre auf Tour war, machte sie ab Oktober 2001 eine Pause, in der die Mitglieder sich ihren Familien und anderen Projekten widmeten. Rob Thomas schrieb in dieser Zeit Songs u. a. für Willie Nelson, Mick Jagger, Carlos Santana und Marc Anthony.
Im April 2002 traten Matchbox Twenty anlässlich des Konzerts Willie Nelson and Friends: Stars and Guitars in Nashville wieder zusammen auf.
Die Arbeiten zum dritten Album More Than You Think You Are begannen im Juni 2002 in den Bearsville Studios in Woodstock im Bundesstaat New York. Die abschließenden Arbeiten fanden in der Hit Factory in New York City statt. Erstmals sind auf diesem Album im Gegensatz zu den vorherigen, in denen Rob Thomas als Hauptkomponist auftrat, auch Beiträge vorhanden, an denen die anderen Bandmitglieder mitschrieben (Feel, Soul von Paul Doucette und Kyle Cook), teilweise sogar ausschließlich (Could I Be You von Paul Doucette).
Im Mai 2004 erschien die Doppel-DVD Show: A Night in the Life of Matchbox Twenty. Die erste DVD enthält 20 Live-Songs, die zweite Zusatzmaterial wie Songtexte und Dokumentationen.
Anschließend nahm die Band eine Auszeit, um eigene Projekte und persönliche Interessen zu verfolgen. So hatte Rob Thomas seitdem verschiedene erfolgreiche Veröffentlichungen als Solokünstler. Adam Gaynor verließ im Februar 2005 die Gruppe. 
Das Album Exile on Mainstream, eine Mischung aus bekannten Hits und neu aufgenommenen Liedern wurde in Deutschland am 28. September, in den USA am 2. Oktober 2007 veröffentlicht. Dort wurde außerdem eine limitierte Sonderedition in Form eines Armbands mit integriertem USB-Stick versteigert. Als Singles wurden How Far We’ve Come und These Hard Times ausgekoppelt.
Am 4. September 2012 wurde das Album North veröffentlicht.

## Diskografie
Studioalben

| Jahr | Titel                        | Höchstplatzierung, Gesamtwochen, AuszeichnungChartplatzierungen (Jahr, Titel, Platzierungen, Wochen, Auszeichnungen, Anmerkungen) | Höchstplatzierung, Gesamtwochen, AuszeichnungChartplatzierungen (Jahr, Titel, Platzierungen, Wochen, Auszeichnungen, Anmerkungen) | Höchstplatzierung, Gesamtwochen, AuszeichnungChartplatzierungen (Jahr, Titel, Platzierungen, Wochen, Auszeichnungen, Anmerkungen) | Höchstplatzierung, Gesamtwochen, AuszeichnungChartplatzierungen (Jahr, Titel, Platzierungen, Wochen, Auszeichnungen, Anmerkungen) | Höchstplatzierung, Gesamtwochen, AuszeichnungChartplatzierungen (Jahr, Titel, Platzierungen, Wochen, Auszeichnungen, Anmerkungen) | Anmerkungen                                                   |
| Jahr | Titel                        | DE | AT | CH | UK | US | Anmerkungen                                                   |
| ---- | ---------------------------- | --- | --- | --- | --- | --- | ------------------------------------------------------------- |
| 1996 | Yourself or Someone Like You | DE21 (20 Wo.)DE | — | CH46 (1 Wo.)CH | UK50 Gold · (3 Wo.)UK | US5 ×2Diamant + Doppelplatin · (121 Wo.)US                                                                                        | Erstveröffentlichung: 1. Oktober 1996 Verkäufe: + 14.780.000  |
| 2000 | Mad Season                   | DE11 (15 Wo.)DE | — | CH57 (5 Wo.)CH | UK31 Gold · (7 Wo.)UK | US3 ×4Vierfachplatin · (77 Wo.)US                                                                                                 | Erstveröffentlichung: 23. Mai 2000 Verkäufe: + 5.287.500      |
| 2002 | More Than You Think You Are  | DE11 (7 Wo.)DE | AT40 (4 Wo.)AT | CH61 (4 Wo.)CH | UK31 Silber · (3 Wo.)UK | US6 ×2Doppelplatin · (72 Wo.)US                                                                                                   | Erstveröffentlichung: 19. November 2002 Verkäufe: + 2.122.500 |
| 2012 | North                        | DE13 (3 Wo.)DE | AT9 (5 Wo.)AT | CH25 (3 Wo.)CH | UK14 (3 Wo.)UK | US1 Gold · (23 Wo.)US | Erstveröffentlichung: 4. September 2012 Verkäufe: + 570.000   |
| 2023 | Where the Light Goes         | DE77 (1 Wo.)DE | — | CH79 (1 Wo.)CH | — | US53 (1 Wo.)US | Erstveröffentlichung: 26. Mai 2023                            |

## Auszeichnungen
- 1997: Best New Band in der Leserumfrage der US-amerikanischen Musikzeitschrift Rolling Stone
- 1999: BMI Pop Songwriter of the Year für Rob Thomas
- 2002: BMI Pop Song of the Year für If You’re Gone von Rob Thomas